# Angelfish (álbum)
Angelfish es el primer y único álbum de estudio homónimo de la banda escocesa de rock alternativo, Angelfish. Se lanzaron dos sencillos para promocionar el álbum, el primero fue un EP para "Suffocate Me" que fue lanzado a mediados de 1993, y el segundo fue "Heartbreak to Hate", que fue lanzado al mismo tiempo que su álbum. El videoclip de "Suffocate Me" fue transmitido por MTV en su programa 120 Minutes, donde fue visto por el cofundador de Garbage, Steve Marker. Tiempo después, Manson se unió a Garbage. El proyecto Angelfish se disolvió, mientras que Goodbye Mr. Mackenzie siguió durante otros dos años más sin Manson.

## Lista de canciones
Todas las canciones fueron escritas por Angelfish, excepto las indicadas.
1. "Dogs in a Cage" – 2:34
2. "Suffocate Me" – 3:40
3. "You Can Love Her" (Holly Vincent) – 3:48
4. "King of the World" – 3:03
5. "Sleep with Me" – 3:21
6. "Heartbreak to Hate" – 4:15
7. "The Sun Won't Shine" – 3:52
8. "Mummy Can't Drive" – 3:57
9. "Tomorrow Forever" – 3:30
10. "The End" (Martin Metcalfe, Derek Kelly, Neil Baldwin) – 4:25

## Lanzamiento
| Lugar          | Fecha                 | Label                            |
| -------------- | --------------------- | -------------------------------- |
| Japón          | 2 de febrero de 1994  | MCA Victor MVCM 456              |
| Canadá         | 15 de febrero de 1994 | MCA Canada RARD-10917            |
| Estados Unidos | 15 de febrero de 1994 | Radioactive Records RARD/C-10917 |
| Europa         | 28 de febrero de 1994 | MCA Records RARD-10917           |

## Ventas y posiciones en las listas
| País           | Posición | Certificación | Ventas |
| -------------- | -------- | ------------- | ------ |
| Estados Unidos | –        | –             | 10 000 |